# Гутницька
Гу́тницька — село в Україні, в Олександрівській селищній громаді Кропивницького району Кіровоградській області.

## Історичні відомості
Засноване близько 1756 року як слобода при скляному заводі майора Діца, про що є згадка у праці академіка Петербурзької Академії наук Йогана Антона Гільденштедта «Reisen durch Russland und im Caucasischen Gebirge». Село оточене з трьох боків лісом Чутою, частиною Чорноліського лісового масиву, відомим здавна як місце перебування запорозьких козаків та гайдамаків — «Славна Чута товстими дубами, Ще славніша Чута низом, козаками».
На початку 19-го сторіччя Гутницька була заселена козаками відновленого Бузького козацького війська.
В 20-х роках 20-го сторіччя селище стало одним з осередків Холодноярського повстанського руху. Під час Другої Світової війни в 1943—1944 роках в Чорному Лісі діяв радянський партизанській загін імені Ворошилова, до складу якого входили і мешканці Гутницької.
У Гутницькій розташоване Чутянське лісництво Чорноліського лісгоспу. Поруч з селищем, у лісі, проходить траса газогіну «Союз» (Оренбург-Західний кордон СРСР), побудованого в 70-х роках минулого сторіччя спільно країнами РЕВ.

## Населення
Згідно з переписом УРСР 1989 року чисельність наявного населення села становила 237 осіб, з яких 96 чоловіків та 141 жінка.
За переписом населення України 2001 року в селі мешкала 191 особа.

### Мова
Розподіл населення за рідною мовою за даними перепису 2001 року:
| Мова       | Відсоток |
| ---------- | -------- |
| українська | 99,48 %  |
| російська  | 0,52 %   |